# 塞尔希伊夫卡
塞尔希伊夫卡（羅馬化：Serhiivka）是烏克蘭西南部敖德薩州比爾霍羅德-德涅斯特羅夫斯基區塞尔希伊夫卡市镇的鎮及行政中心。面積4.44平方公里，海拔高度10米，每年平均降雨量649毫米，2004年人口5,045，人口密度每平方公里1,136.26人。

## 歷史
2022年，城市遭俄軍導彈襲擊，造成嚴重傷亡。